# IEEE 802
Das IEEE 802 ist ein Projekt des IEEE, das sich mit Standards für lokale Netze (LAN) beschäftigt. Die Nummer 802 wird manchmal mit dem Projektbeginn im Februar 1980 in Verbindung gebracht, war aber einfach die nächste freie Kennnummer des IEEE.
Das Projekt legt Netzwerkstandards auf den Schichten 1 und 2 des OSI-Schichtenmodells fest. Dabei wird die Sicherungsschicht in die Bereiche LLC (Logical Link Control) und MAC (Media Access Control) unterteilt.
Die Arbeitsgruppen des IEEE 802 geben aber auch Hinweise für eine sinnvolle Einbettung der Systeme in einen Gesamtzusammenhang (Netzwerkmanagement, Internetworking, ISO-Interaction).
Innerhalb des 802-Projektes sind verschiedene Arbeitsgruppen gebildet worden, die sich nach Bedarf auch mit neuen Aspekten beschäftigen.
- 802.1 – High Level Interface (Internetworking)
  - 802.1D – Spanning Tree Protocol
  - 802.1p – Traffic Class Expediting and Dynamic Multicast Filtering (published in 802.1D-1998)
  - 802.1Q – Virtual Bridged LANs
  - 802.1ad –  QinQ
  - 802.1ae – MACsec MAC Security
  - 802.1ah – Provider Backbone Bridging (PBB, auch bekannt als mac-in-mac)
  - 802.1aq – Shortest Path Bridging (SPB)
  - 802.1s – Multiple Spanning Tree Protocol
  - 802.1w – Rapid Spanning Tree Protocol
  - 802.1X – Port Based Network Access Control
  - 802.1AB – Link Layer Discovery Protocol
  - 802.1AS – Timing and Synchronization for Time-Sensitive Applications in Bridged Local Area Networks
  - 802.1BA – Audio Video Bridging (AVB) Systems
- 802.2 – Logical Link Control (Diensttypen und logische Verbindungssteuerung)
- (802.3 „raw“ oder Ethernet_802.3; von Novell vor der Standardisierung unter gleichem Namen veröffentlicht; ohne IEEE 802.2-Kopf; ohne Logical Link Control (LLC-Protokollschicht); nur für IPX/SPX[2][3])
- 802.3 – CSMA/CD (Ethernet; Rahmentyp bei Novell: Ethernet_802.2 = Mit IEEE 802.2-Kopf, Standardvorgabe ab Netware 4.0[2][3])
  - 802.3a – 10BASE2
  - 802.3i – 10BASE-T
  - 802.3j – 10BASE-F
  - 802.3u – Fast Ethernet
  - 802.3x – Full Duplex and flow control
  - 802.3y – 100BASE-T2 100 Mbit/s (12.5 MB/s) über low quality twisted pair
  - 802.3z – Gigabit Ethernet über Glasfaser
  - 802.3ab – Gigabit Ethernet über UTP
  - 802.3ad – Link Aggregation
  - 802.3ae – 10-Gigabit-Ethernet
  - 802.3an – 10GBASE-T
  - 802.3af – Power over Ethernet
  - 802.3at – Power over Ethernet
  - 802.3az – Energy Efficient Ethernet
  - 802.3ba – 100 Gigabit Ethernet
  - 802.3bt – Power over Ethernet
- 802.4 – Token-Passing Bus (Ein-/Mehrkanal mit 1, 5, 10 MBit/s)
- 802.5 – Token-Passing Ring (Basisband mit 1, 4, 16 MBit/s)
- 802.6 – Distributed Queue Dual Bus
- 802.7 – Broadband Technical Advisory Group (Breitband-LANs)
- 802.8 – Fibre Optic Technical Advisory Group (Glasfasermedien)
- 802.9 – Integrated Voice and Data Networks (Integrierte Sprach- und Datendienste)
  - 802.9a – IsoENET (proposed)
- 802.10 – SILS (Standard for Interoperable LAN Security) – Empfehlungen über Sicherheitsaspekte im LAN
- 802.11 – Wireless LAN (Drahtlose Netze)
- 802.12 – 100VG-AnyLAN (Ethernet über Voice-Grade-Kabel, d. h. CAT3)
- 802.14 – Cable Television (CATV)
- 802.15 – Wireless Personal Area Network (WPAN)
  - 802.15.1 – Bluetooth
  - 802.15.3 – PHY- und MAC-Layer für WPANs mit hoher Datenrate
  - 802.15.4 – PHY- und MAC-Layer für WPANs mit kleiner Datenrate (z. B. ZigBee)
  - 802.15.6 – Wireless Body Area Network (WBAN)
- 802.16 – Worldwide Interoperability for Microwave Access, kurz: WiMAX
  - 802.16.1 – Local Multipoint Distribution Service, unter anderem für IPTV.
- 802.17 – Resilient Packet Ring (RPR)
- 802.18 – Radio Regulatory Technical Advisory Group (RRTAG)
- 802.19 – Coexistence TAG
- 802.20 – Drahtlose Breitbandnetze
- 802.21 – Medienunabhängiges Handover
- 802.22 – Drahtlose Regionalnetze (WRAN)
- 802.23 – Notfallnetze (englisch Emergency Services), seit März 2010